# NGC 3265
NGC 3265 est une petite galaxie elliptique située dans la constellation du Petit Lion. NGC 3265 a été découverte par l'astronome germano-britannique William Herschel en 1785.

## Caractéristiques
Sa vitesse par rapport au fond diffus cosmologique est de 1 718 ± 21 km/s, ce qui correspond à une distance de Hubble de 25,3 ± 1,8 Mpc (∼82,5 millions d'al).
NGC 3265 présente une large raie HI. Elle renferme également des régions d'hydrogène ionisé.

## Groupe de NGC 3254
NGC 3265 est une galaxie du groupe de NGC 3254 qui compte au moins 5 membres. Les quatre autres galaxies du groupe sont NGC 3245A (PGC 30174) , NGC 3245, NGC 3254 et NGC 3277. Les quatre galaxies du catalogue NGC sont aussi mentionnées dans un article publié par Abraham Mahtessian en 1998, mais la galaxie NGC 3245A n'y figure pas.